# Simeulue Tengah
Simeulue Tengah (West Teupah) is een onderdistrict (kecamatan) van het regentschap Simeulue van de provincie Atjeh, Indonesië.

## Verdere onderverdeling
Het onderdistrict Simeulue Tengah is in 2010 onderverdeeld in 24 plaatsen/desa's (bestuurslagen).
| Plaats code | Naam kelurahan, plaatsen en dorpen | Inwoners in 2010 |
| ----------- | ---------------------------------- | ---------------- |
| 001         | Dihit                              | 332              |
| 002         | Lauke                              | 635              |
| 003         | Lambaya                            | 517              |
| 004         | Lakubang                           | 335              |
| 005         | Kampung Aie                        | 1.639            |
| 006         | Lauree                             | 138              |
| 007         | Latitik                            | 146              |
| 008         | Lamayang                           | 145              |
| 009         | Wel Wel                            | 297              |
| 010         | Bubuhan                            | 300              |
| 011         | Amarabu                            | 487              |
| 012         | Kuta Inang                         | 351              |
| 013         | Kuta Padang                        | 418              |
| 014         | Latak Ayah                         | 330              |
| 015         | Sibuluh                            | 408              |
| 016         | Borengan                           | 321              |
| 017         | Ujung Padang                       | 274              |
| 020         | Situfa Jaya                        | 281              |
| 021         | Putra Jaya                         | 299              |
| 022         | Luan Sorip                         | 474              |
| 023         | Suak Baru                          | 172              |
| 024         | Sebbe                              | 186              |
| 025         | Kuta Batu                          | 207              |
| 026         | Wel Langkom                        | 318              |

Alafan · Salang · Simeulue Barat · Simeulue Cut · Simeulue Tengah · Simeulue Timur · Teluk Dalam · Teupah Barat · Teupah Tengah · Teupah Selatan